# Charles-Théodore Frère
Charles-Théodore Frère, född den 21 juni 1815 i Paris, död där den 24 maj 1888, var en fransk målare. Han var bror till Pierre-Édouard Frère. 
Frère, som var lärjunge till Cogniet och Roqueplan, målade landskaps- och genrebilder från Algeriet, Turkiet och Egypten, i vilka länder han tillbragte större delen av sitt liv.